# Neferkahor
Neferkahor byl egyptský faraon z 8. dynastie během prvního přechodného období. Zmínky o něm pocházejí z abydoského seznamu králů a z černé steatitové pečetě neznámého původu, na turínském královském papyru však jeho jméno chybí. Sídlil v Memfisu.